# Briar Nolet
Briar Anne Nolet (geboren am 27. Dezember 1998 in Oakville, Kanada) ist eine kanadische Tänzerin und Schauspielerin. Bekannt wurde sie vor allem durch ihre Rolle als Richelle in der Serie The Next Step des kanadischen Senders Family Channel, sowie durch ihre Teilnahme in der dritten Staffel von World of Dance.
Nolet begann im Alter von sieben Jahren zu tanzen und nahm in den folgenden Jahren an Tanzwettbewerben in ganz Kanada teil. Im Jahr 2014 hatte sie ihren ersten Auftritt als Richelle in der Serie The Next Step auf dem Sender Family Channel. Als Teil von Next Step tourte Nolet in Kanada, Australien und Großbritannien.
Im Jahr 2017 bewarb sich Nolet für die erste Staffel der NBC-Tanzserie World of Dance, wurde jedoch nicht angenommen. In der dritten Staffel im Jahr 2019 trat sie schließlich an und erreichte den fünften Platz. Daraufhin wurde sie von Jurymitglied Jennifer Lopez eingeladen, bei ihrer „It's My Party“ Tour aufzutreten.
Nolet war seit ihrem 13. Lebensjahr in einer Beziehung mit Myles Erlick, einem Kollegen von The Next Step. Während ihrer Teilnahme an World of Dance machte sie öffentlich, dass sie seit sie 16 war an Anfällen litt, die anfangs als Angst, im Alter von 19 Jahren jedoch als Epilepsie diagnostiziert wurden.

## Filmographie
- 2014–2020: The Next Step
- 2014: An American Girl: Isabelle Dances Into the Spotlight
- 2016: Blood Hunters
- 2019: World of Dance
- 2019: Tage wie diese (Let It Snow)